# 21120 Naritaatsushi
21120 Naritaatsushi este o planetă minoră (asteroid), cu un diametru de 3,822 km, din centura de asteroizi. A fost descoperită pe 16 noiembrie 1992 la Kitami Observatory⁠(d) de Kin Endate. 
Obiectul prezintă o orbită caracterizată de o semiaxă mare de 2,5597075 UAi, o excentricitate de 0,18, o înclinație de 13,35106 ° în raport cu ecliptica.